# Lebensborn

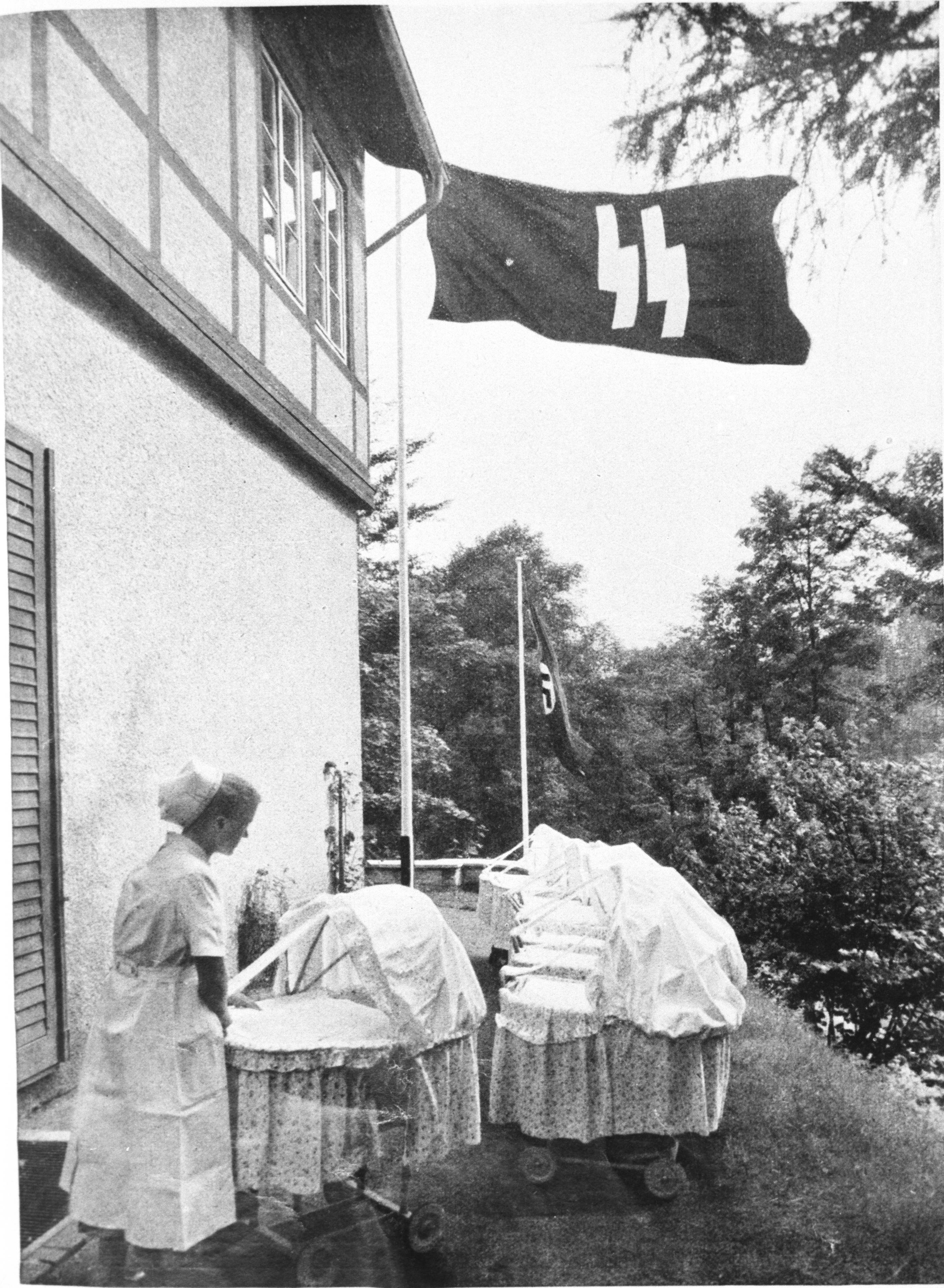
Nhà hộ sinh Lebensborn, 1943

Lebensborn (tạm dịch: Suối sinh mệnh) là một chương trình quốc gia trong Đế chế thứ Ba dưới sự chỉ đạo của Heinrich Himmler nhằm tăng sự thuần khiết của chủng tộc Aryan. Chương trình này cung cấp nhà hộ sinh và giúp đỡ tài chính cho vợ của các thành viên SS cũng như các bà mẹ đơn thân, xây dựng trại trẻ mồ côi và các kế hoạch tái định cư cho trẻ em.
Được bắt đầu thực hiện tại Đức vào năm 1935, Lebensborn nhanh chóng mở rộng ra các lãnh thổ khác mà Đức chiếm đóng tại Tây Âu và Đông Âu suốt Thế chiến II. Trong khuôn khổ các chính sách ưu sinh và phân biệt chủng tộc của Đức quốc xã, chương trình này chỉ dành riêng cho những cá nhân được coi là "phù hợp về mặt sinh học", "thuần chủng", "người chủng Aryan", và cho các thành viên SS. Tại các lãnh thổ bị chiếm đóng, nơi hàng ngàn người phụ nữ phải chịu cảnh bị lưu đày do có quan hệ và mang thai với lính Đức, hầu như không còn cách nào khác ngoài việc cầu viện sự giúp đỡ của Lebensborn.
Sau Đệ Nhị thế chiến, Lebensborn mới được tiết lộ thực chất của nó là một chương trình sinh sản. Người tham gia tuy không bị ép buộc có quan hệ tình dục, song mục đích chính của chương trình này là nhằm tăng dân số của "chủng tộc Aryan ưu việt" bằng cách cung cấp đời sống lý tưởng cho những người được lựa chọn, những người đáp ứng đầy đủ các tiêu chí đặt ra về ưu sinh và chủng tộc.
Trong thời gian chiến tranh, Lebensborn cũng tiến hành cho các gia đình người Đức nhận nuôi trẻ em từ các lãnh thổ chiếm đóng Tây Âu và Đông Âu, trong đó hầu hết số này đều là trẻ mồ côi. Tuy nhiên Tòa án Nuremberg không tìm thấy chứng cứ về những liên quan trực tiếp của tổ chức Lebensborn trong vụ việc bắt cóc hàng nghìn trẻ em Ba Lan để đồng hóa bằng cách gửi chúng đến các trại cải giáo và cho các gia đình người Đức nhận nuôi. Kế hoạch này, tuy cũng nằm dưới sự chỉ huy của Himmler, được thực hiện bởi các bộ phận khác trong chính phủ quốc xã.

## Thông tin chung
Tổ chức Lebensborn e. V. (e. V. viết tắt của eingetragener Verein, "hội có đăng ký") được thành lập vào 12 tháng 12, năm 1935, là một phần của kế hoạch gia tăng tỉ lệ sinh đẻ ở nước Đức, thực hiện theo các chính sách ưu sinh. Tổ chức có tổng hành dinh tại Munich, vừa có thể coi là một văn phòng trực thuộc SS phụ trách một vài chương trình phúc lợi xã hội, vừa có thể coi là một tổ chức dành cho các nhà lãnh đạo phát xít. 
Mục đích của chương trình này là cung cấp nhiều lợi ích để khuyến khích người Đức, đặc biệt là các sĩ quan SS, sinh thêm con cái.
Đến năm 1939, số lượng thành viên đã lên đến 8,000 người, trong đó có 3,500 là các lãnh đạo SS.

## Thực hiện
Ban đầu chương trình này đóng vai trò hỗ trợ phúc lợi cho vợ của các sĩ quan SS; xây dựng các cơ sở vật chất mà chủ yếu là nhà hộ sinh; và giúp đỡ họ chăm sóc gia đình. Dần dà, chương trình thu nhận các phụ nữ đơn thân đang mang thai hoặc đã sinh con và cần trợ giúp, miễn là cả người phụ nữ đó và bố của đứa trẻ đều thuộc những "chủng tộc đáng giá".
Sau đó các cơ sở vật chất này cũng kiêm luôn làm nhà tạm, trại trẻ mồ côi cho dịch vụ nhận con nuôi. Nếu người xin trợ giúp không phải là thành viên SS, cả cha mẹ và con cái đều phải trải qua một kì kiểm tra của các bác sĩ SS trước khi được nhận.
Nhà hộ sinh Lebensborn đầu tiên được mở ở ngoại ô München vào tháng 8 năm 1936. Nhà hộ sinhLebensborn đầu tiên nằm ngoài lãnh thổ Đức được khánh thành năm 1941 tại Na Uy.
Tổ chức Lebensborn xây dựng cơ sở vật chất tại nhiều vùng lãnh thổ chiếm đóng, nhưng các hoạt động của nó tập trung chủ yếu tại Đức, Na Uy và lãnh địa Đông Bắc Âu của Đức, nhất là Ba Lan. Mục tiêu chính ở Na Uy là cưu mang những trẻ em có cha là lính Đức và mẹ người Na Uy; tại Đông Bắc Âu, ngoài các dịch vụ hỗ trợ cho thành viên SS, tổ chức còn chịu trách nhiệm gửi trẻ em, đa số là trẻ mồ côi, về sống trong các gia đình ở Đức.
Thống kê số lượng cơ sở vật chất mà tổ chức Lebensborn e. V. đã xây dựng hoặc có kế hoạch xây dựng tại một số nơi:
- Đức: 10
- Áo: 3
- Vùng lãnh thổ chiếm đóng Đông Bắc Âu (Ba Lan): 3
- Na Uy: 9 (một số tài liệu cho rằng con số này là khoảng 15)
- Đan Mạch: 2
- Pháp: 1 (Tháng 2, 1944 - Tháng 8, 1944) - tại Lamorlaye
- Bỉ: 1 (Tháng 3, 1943 - Tháng 9, 1944) - tại Wégimont, thành phố tự trị của Soumagne
- Hà Lan: 1
- Luxembourg: 1

Đã có khoảng 8,000 người được sinh ra trong các nhà hộ sinh Lebensborn ở Đức, cùng với 8,000 người khác tại Na Uy. Ở các nơi khác số trẻ được sinh ra ít hơn nhiều.
Ở Na Uy, tổ chức Lebensborn đã thực hiện xấp xỉ 250 trường hợp nhận con nuôi. Phần lớn những bà mẹ trong những trường hợp này đều đồng ý để cho con mình được nhận nuôi, song không phải ai cũng biết con cái họ sẽ bị gửi đến Đức. Sau chiến tranh chính phủ Na Uy đã nhận về khoảng 80 trẻ em. Các tài liệu Lebensborn ở Na Uy vẫn còn được lưu giữ đến tận ngày nay, phần lớn đang ở Cục lưu trữ Quốc gia Na Uy Lưu trữ ngày 14 tháng 9 năm 2010 tại Wayback Machine.

### Chương trình "Đức hóa"
Tuy chương trình này không nằm trong mục đích ban đầu, các ngôi nhà Lebensborn vẫn được sử dụng để tạm thời nuôi dưỡng các trẻ em Ba Lan (tuổi từ 2 đến 6) bị bắt cóc đưa về Đức  để đồng hóa. Trẻ em lớn hơn được gửi đến các trại giáo dưỡng đặc biệt được xây nên nhằm thực hiện mục tiêu "Đức hóa". Trẻ em nhỏ tuổi được nuôi dưỡng và theo dõi trong các khu nhà Lebensborn trước khi được các gia đình nhận nuôi.

## Tòa án sau chiến tranh
Sau Đệ Nhị thế chiến, chi nhánh Lebensborn ở Đông Bắc Âu đã bị cáo buộc bắt cóc các trẻ em được cho là có giá trị chủng tộc để đồng hóa chúng trong các gia đình người Đức. Tuy nhiên, tại phiên tòa RuSHA xét xử các lãnh đạo tổ chức Lebensborn, tòa án ghi nhận rằng tổ chức Lebensborn chỉ chịu trách nhiệm với 340 trong tổng số gần 10,000 trẻ em sinh ra ở nước ngoài tính riêng tại vùng lãnh thổ Đức do Mỹ quản lý sau chiến tranh. Do đó các bị cáo không bị kết tội bắt cóc.
Tòa án đã tìm thấy rất nhiều chứng cứ còn sót lại của một chương trình di dời bắt buộc có thật tại Đông Bắc Âu, nhưng cũng chỉ ra rằng các hoạt động này được thực hiện bởi những cá nhân không thuộc tổ chức Lebensborn. Số lượng trẻ em bị di dời bởi Lebensborn và các tổ chức khác là không thể xác định do các thành viên lực lượng SS đã tiêu hủy toàn bộ tài liệu trước khi chạy trốn quân Đồng minh.

## Cuộc sống sau chiến tranh
Những nỗ lực của Himmler để bảo đảm một nước Đức thuần khiết và sự thật rằng Lebensborn là một trong những chương trình chủng tộc của Himmler, cộng với nhiều bài báo thấm đẫm nước mắt đầy rẫy suốt vài năm sau chiến tranh đã dẫn đến nhiều hiểu lầm về chương trình này. Hiểu lầm lớn nhất là nhiều người coi Lebensborn như một chiến dịch sinh sản ép buộc, và những ngôi nhà Lebensborn không khác gì những nhà chứa cung cấp các cô gái tóc vàng mắt xanh cho lính Đức để sản sinh ra "giống loài Aryan thượng đẳng". Bài báo đầu tiên nói rằng Lebensborn là chương trình sinh sản ép buộc được in trên tạp chí Revue của Đức. Ngày 13 tháng 1 năm 1961, bộ phim Đức "Der Lebensborn" (tên quốc tế là "Fountain of Life" (Nguồn Sống)), sản xuất bởi Artur Brauner được phát hành. Bộ phim kể về các cô gái trẻ bị cưỡng bức quan hệ trong các trại phát xít, một điều cho đến nay vẫn chưa được minh chứng là sự thật.
Tuy vậy, chương trình Lebensborn có mục đích là tăng dân số của chủng người Aryan bằng cách khuyến khích quan hệ giữa lính Đức và những phụ nữ người "Nordic" tại các vùng lãnh thổ chiếm đóng, đồng thời chương trình này chỉ giới hạn trong khuôn khổ các chính sách ưu sinh và phân biệt chủng tộc của chính quyền Quốc xã, do đó Lebensborn có thể được coi là chương trình sinh sản chọn lọc có giám sát. Một vài tài liệu mới tìm được gần đây và lời khai của những người được sinh ra theo chương trình Lebensborn chứng minh rằng có một vài thành viên SS tình nguyện làm đối tượng gây giống cho chương trình Lebensborn của Himmler.
Cho đến những ngày cuối cùng của cuộc chiến, phụ nữ và trẻ em trong các nhà hộ sinh luôn có được những điều kiện tốt nhất, bao gồm cả thức ăn đầy đủ, mặc dù rất nhiều người khác trong khu vực gần như chết đói. Ngay khi chiến tranh kết thúc, người dân trong khu vực thường trả thù những người phụ nữ bằng cách cạo tóc họ và hắt hủi khỏi cộng đồng. Những người sống sót sau chiến tranh trong chương trình Lebensborn phải chịu cảnh đày đọa và kì thị trong một thời gian dài.